# Phil Taylor (labdarúgó, 1917–2012)
Philip Henry Taylor (Bristol, 1917. szeptember 18. – 2012. december 1.) a Liverpool FC játékosa, később pedig vezetőedzője volt 1956 és 1959 között. A csapat egyetlen olyan menedzsere, aki soha nem ülhetett kispadon a Liverpoolt irányítva első osztályú bajnoki mérkőzésen.